# ناحیه یونیون، شهرستان فولتن، ایلینوی
ناحیه یونیون (به انگلیسی: Union Township) یک منطقهٔ مسکونی در ایالات متحده آمریکا است که در شهرستان فولتن، ایلینوی واقع شده‌است. ناحیه یونیون ۱۹۳ متر بالاتر از سطح دریا واقع شده‌است.